# 急性期
| ウィキペディアには「急性期」という見出しの百科事典記事はありません（タイトルに「急性期」を含むページの一覧/「急性期」で始まるページの一覧）。 代わりにウィクショナリーのページ「急性」が役に立つかもしれません。 |